# 北大和
北大和（きたやまと）は、奈良県生駒市の町名。現行行政地名は北大和一丁目から五丁目。郵便番号630-0121。

## 地理
生駒市北部に位置し、東に上町（飛地）、北に高山町、西に上町、南に真弓に隣接している。
学園前、登美ヶ丘、真弓につらなり一体となった戸建て住宅の開発が行われた。
手前に矢田丘陵を奥に生駒・信貴山系を西に望み、また北側の一部外縁には林や丘陵に沿った田畑があり、田園地域がみられる。北には奈良先端科学技術大学院大学に代表される関西文化学術研究都市高山地区が広がる。
住宅地全域が第一種低層住居専用地域に指定され、かつ県内で初めて地区計画が設定された地域であるため、建蔽率が厳しく、区画整然とした住宅地が広がる。
道路は住宅地と一体で造成され、歩道付の道路には、ポプラ並木が植樹され、多くはえんじ色系のカラーインターロッキングブロックで舗装されている。

### 地価[編集]
住宅地の地価は、2024年（令和6年）の国土交通省の土地情報システム公示地価によれば、北大和2-11-3の地点で13万6000円/m2となっている。

## 歴史
昭和30年代より生駒町や奈良市では住宅開発が盛んに行われ、市政施行後の昭和50年代には、上町でもあすか野やあすか台、真弓住宅地が造成される。昭和58年に複数の不動産企業や団体からなる「北大和土地区画整理事業組合」の設立が認可され、昭和60年代から北大和の開発が始まった。主に四丁目などは野村不動産により開発された。
開発区域は57.7㎢で計画戸数は1,330戸である
奈良県で初めて、都市計画法に基づき地区の特性にふさわしいまちづくりを誘導するための計画である、地区計画が設定され、加えて県内でいち早くケーブルテレビが予め導入された。
先に開発が進んだ真弓地区と同じく、
- 近鉄奈良線学園前駅への奈良交通バスの運行により交通便が良いこと
- 住宅地としての景観が良いこと
- 学園前一帯が高級住宅街のイメージがあること
- 大阪メトロ（当時は大阪市営地下鉄）中央線と直通する近鉄新線の構想が具体化していたこと

などに加え、当時のバブル経済の時流に乗り地価が急激に上昇したことから、主に高所得者を中心に人気住宅地となった。
現在も隣接する真弓地区とともに、生駒や学園前など主要駅近辺ではないにもかかわらず、県内上位の地価の高さを保ち続けている。
2006年3月27日に北大和地区に隣接して近鉄けいはんな線学研北生駒駅が開業した。当初「北大和駅」になる予定であったが、当時の市長中本幸一による強い要望により「北生駒駅」となり、また関西文化学術研究都市（高山地区）の最寄駅であることから「学研」を冠する駅名となった。けいはんな線はOsaka Metro中央線と直通運転しているため、乗り換え無しで大阪市内まで移動できるようになり、交通のアクセスが格段に向上した。

### 沿革
- 1983年（昭和58年）- 「北大和土地区画整理事業組合」の設立が認可

- 1988年（昭和63年）11月 - 住宅生産振興財団による「北大和住宅地 財団住宅祭 第1期」が行われる[18]。
  - 北大和二丁目内の101戸にて12社が「木塀のある街並みづくり」をコンセプトに、”高級木材レッドウッドの木塀／ガレージ扉：大型木製ハンガー扉”をテーマに行われた[19]。分譲に際して倍率は12.5倍だった[20]。

- 1989年（平成元年） - 上町、高山町、真弓1 - 4丁目から分離し、生駒市北大和として成立、街開き[21][22]。
- 1992年（平成4年）3月 - 住宅生産振興財団による「北大和住宅地 財団住宅祭 第2期」が行われる[23]。
  - 北大和四丁目内の52戸にて13社が「学園前につづく街」をコンセプトに行われた[23]。
  - 2011年に先の「北大和住宅地 財団住宅祭 第1期」とともに追跡調査が実施され、高い評価を受けた[24]。
- 2006年（平成18年）3月27日 - 学研北生駒駅開業[25]。
- 2014年（平成26年）3月31日 - 生駒市消防署北分署竣工[26]。

## 北大和を舞台とした作品
生駒市出身の森見登美彦氏の小説『ペンギン・ハイウェイ』とそれを原作とした映画『ペンギン・ハイウェイ』は、北大和住宅地や真弓住宅地とその周辺をモデルにしたものと思われる。モデルとなった建物、施設、緑地が点在する。

## 世帯数と人口
2024年（令和6年）2月1日現在の世帯数と人口は以下の通りである。
| 丁目         | 世帯数 | 人口  |
| ------------ | ------ | ----- |
| 北大和一丁目 | 328    | 787   |
| 北大和二丁目 | 485    | 1,191 |
| 北大和三丁目 | 142    | 344   |
| 北大和四丁目 | 238    | 587   |
| 北大和五丁目 | 174    | 490   |
| 計           | 1,367  | 3,399 |

### 人口の変遷
国勢調査による人口の推移。
| 1995年（平成7年）  | 2,713人 | [ 28 ] |  |
| 2000年（平成12年） | 3,333人 | [ 29 ] |  |
| 2005年（平成17年） | 3,422人 | [ 30 ] |  |
| 2010年（平成22年） | 3,506人 | [ 31 ] |  |
| 2015年（平成27年） | 3,538人 | [ 32 ] |  |

### 世帯数の変遷
国勢調査による世帯数の推移。
| 1995年（平成7年）  | 747世帯   | [ 28 ] |  |
| 2000年（平成12年） | 956世帯   | [ 29 ] |  |
| 2005年（平成17年） | 1,046世帯 | [ 30 ] |  |
| 2010年（平成22年） | 1,148世帯 | [ 31 ] |  |
| 2015年（平成27年） | 1,217世帯 | [ 32 ] |  |

## 事業所
2016年（平成28年）現在の経済センサス調査による事業所数と従業員数は以下の通りである。
| 丁目         | 事業所数 | 従業員数 |
| ------------ | -------- | -------- |
| 北大和一丁目 | 14事業所 | 131人    |
| 北大和二丁目 | 7事業所  | 51人     |
| 北大和三丁目 | 0事業所  | 0人      |
| 北大和四丁目 | 7事業所  | 195人    |
| 北大和五丁目 | 0事業所  | 0人      |
| 計           | 28事業所 | 377人    |

## 交通

### 鉄道
最寄り駅は近鉄けいはんな線学研北生駒駅（上町）。けいはんな線はOsaka Metro中央線と直通運転しているため、乗り換え無しで大阪市内（森ノ宮・本町・大阪港方面）まで移動できる。また、生駒駅で近鉄奈良線乗り換えれば、難波・神戸方面へ直通できる。一方で、けいはんな線は京都府方面や奈良市中心部方面へは通じていないため、これら方面に向かうには学園前駅と学研北生駒駅／高山サイエンスタウンを結ぶバスに乗車し、近鉄奈良線学園前駅を利用する。もしくは自家用車で学園前駅ないしは高の原駅まで向かう。
2025年開催の大阪・関西万博のため大阪メトロ中央線が延伸されたことで、夢洲へ乗り換えなしで行けるようになる予定。
近鉄けいはんな線が地下を通る地上部は道路や緑地、商業施設、公園として利用されているが、一部には一般定期借地権で宅地化された。

### バス
- 奈良交通
  - 北大和住宅線
  - 学園高山線

### 道路
- 都市計画道路真弓芝線（南北方向）
- 都市計画道路押熊真弓線（東西方向）

## 施設
- 生駒市消防署 北分署
- 生駒北大和郵便局
- 北大和自治会館
- 地区センター
  - スーパーヤオヒコ 北大和店　など
- 北大和スポーツ施設
- 日本キリスト改革派奈良教会